# Semana Santa in Sevilla

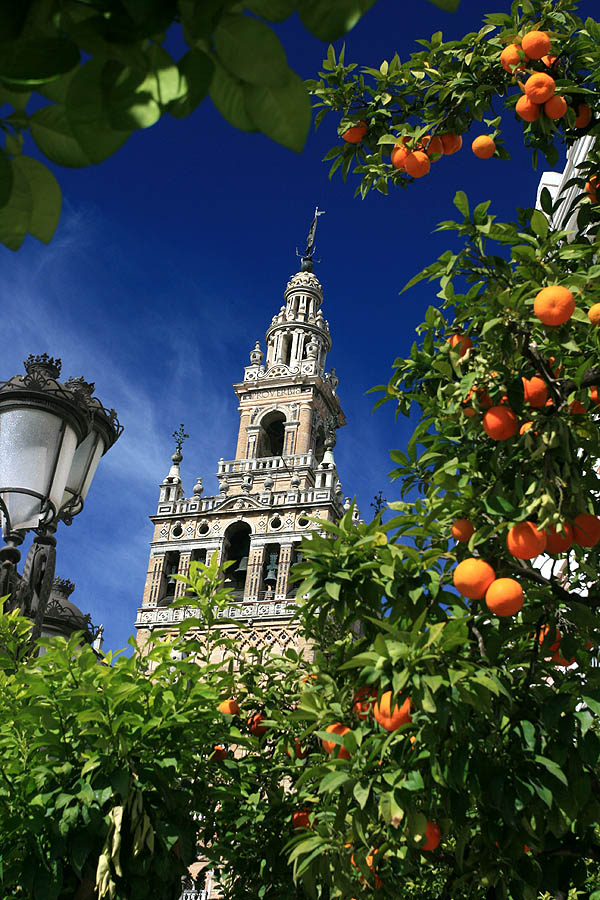
de Giralda, centrum van het Katholieke Sevilla

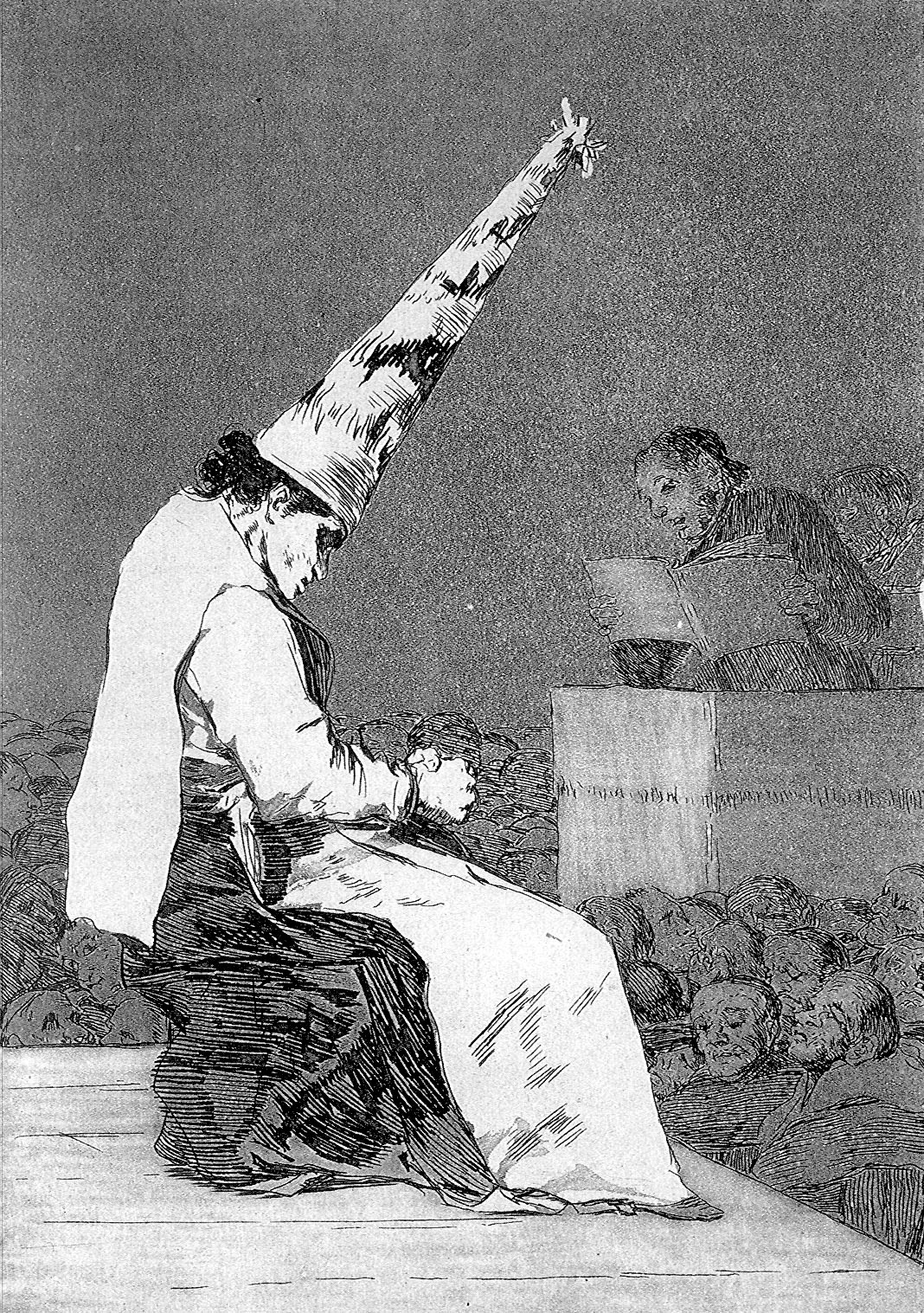
de Capirote, het hoofddeksel van een nazareno

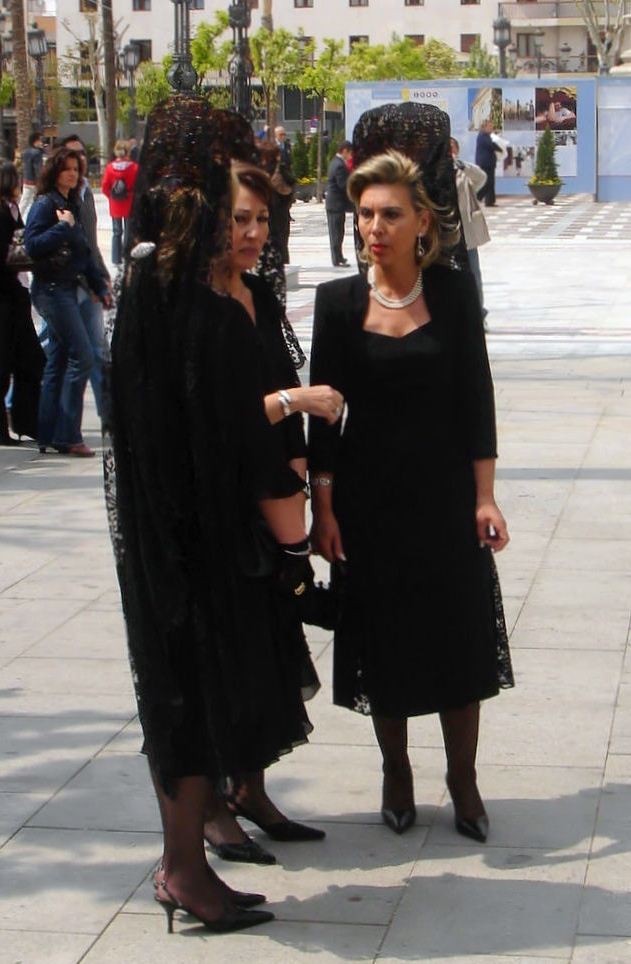
Dames in zwarte mantilla, teken van rouw

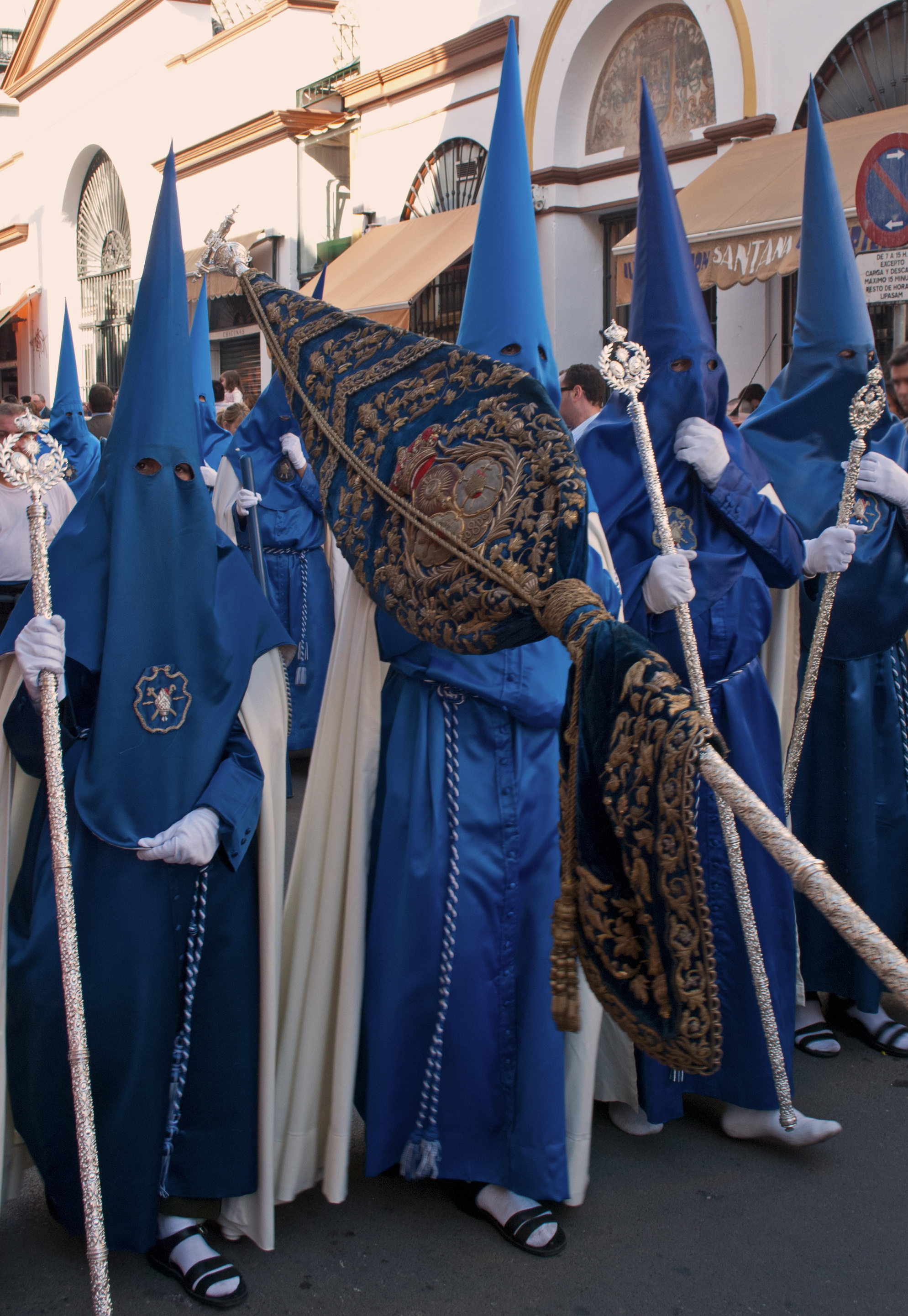
Nazareno's tijdens processie van de Bezemstruik (Hiniesta) op Palmzondag. Ze dragen hun geborduurde Escudo, die het zegel van de koninklijke broederschap symboliseert

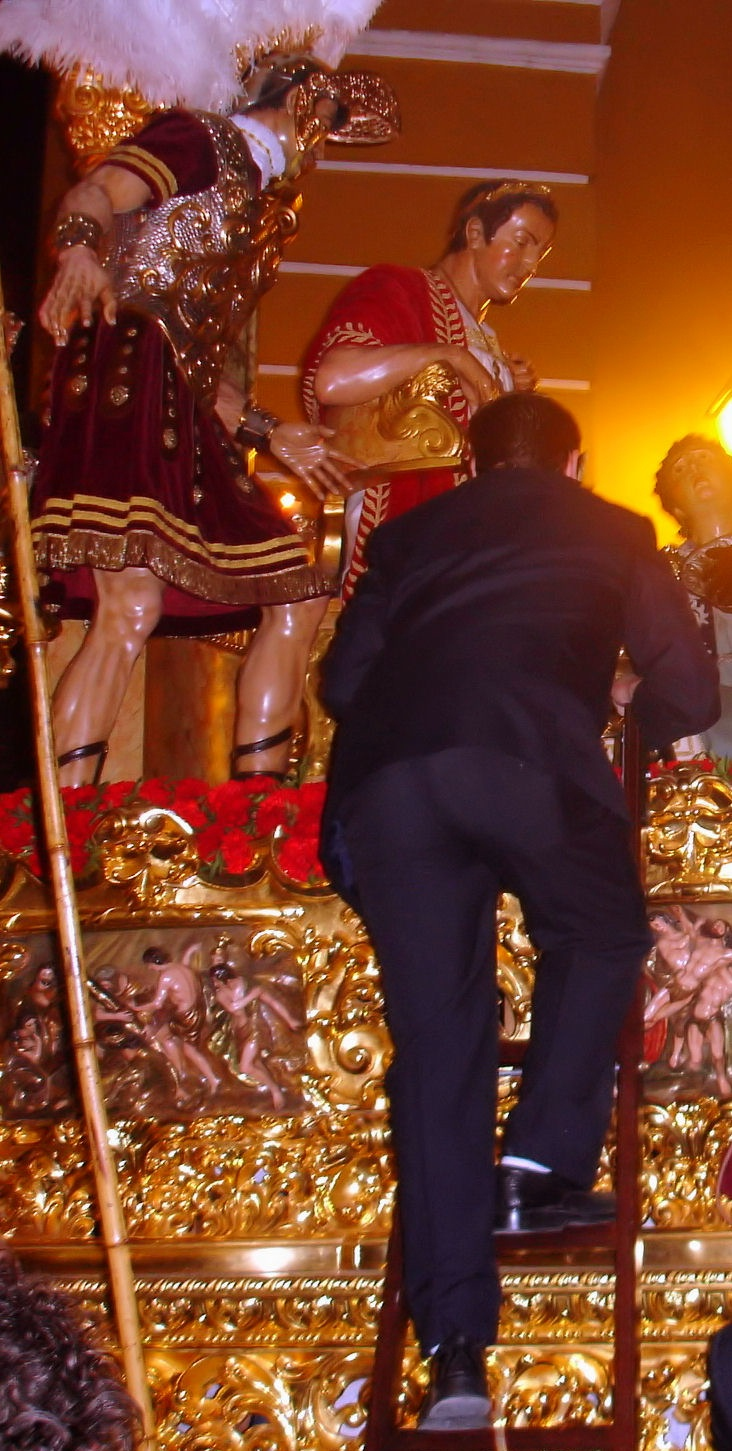
vervanging van de wierook op de paso, Broederschap van de Macarena

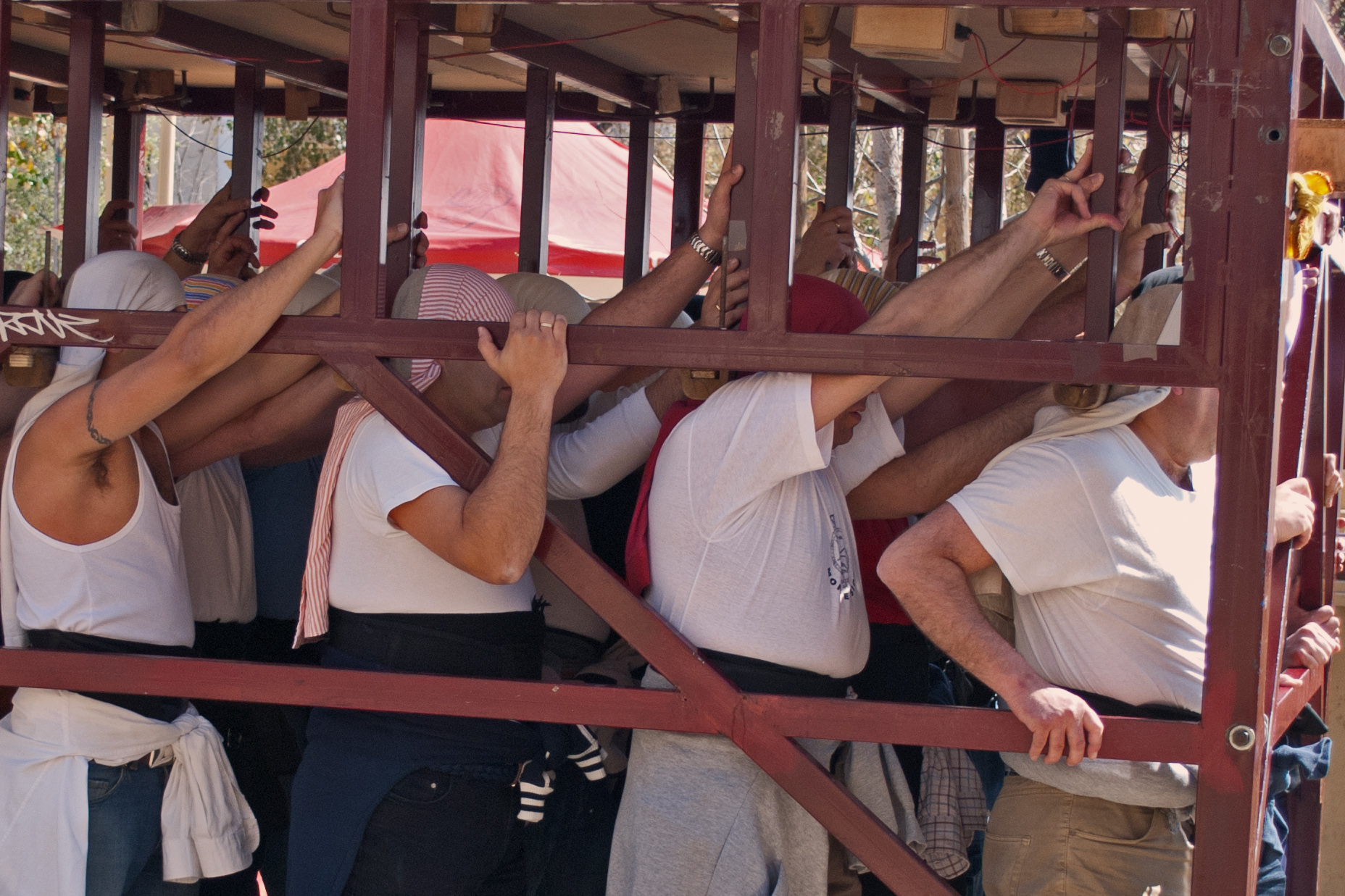
Costaleros

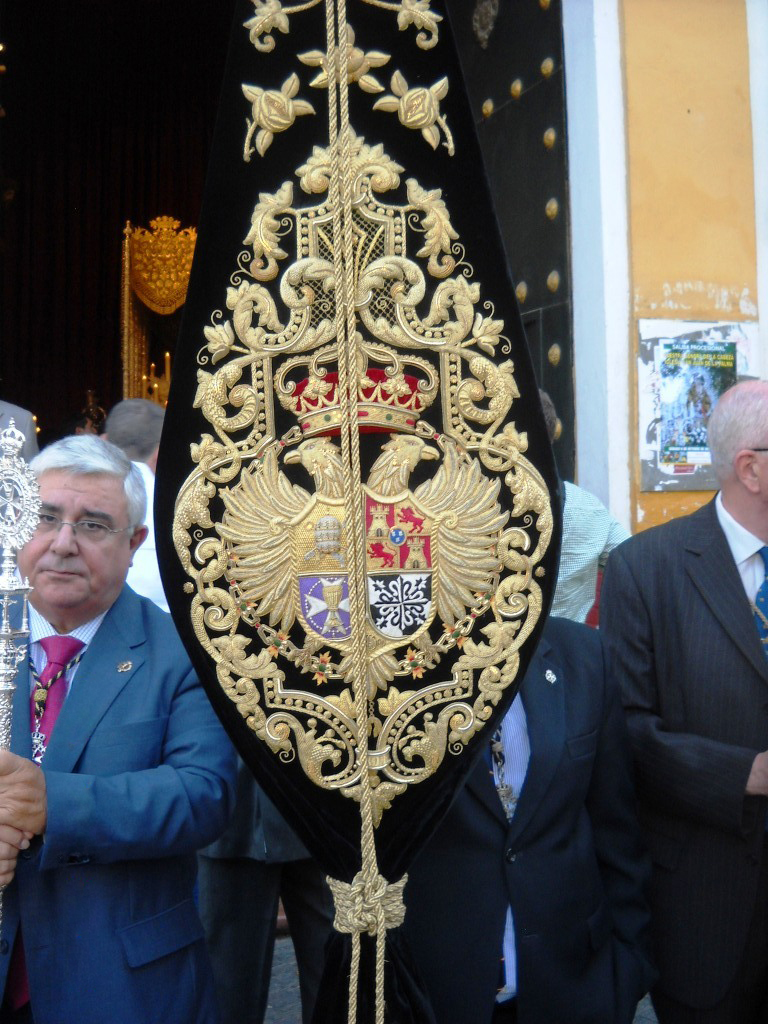
Escudo (Zegel), geborduurd in goud van de Koninklijke broederschap van de Berg Sion

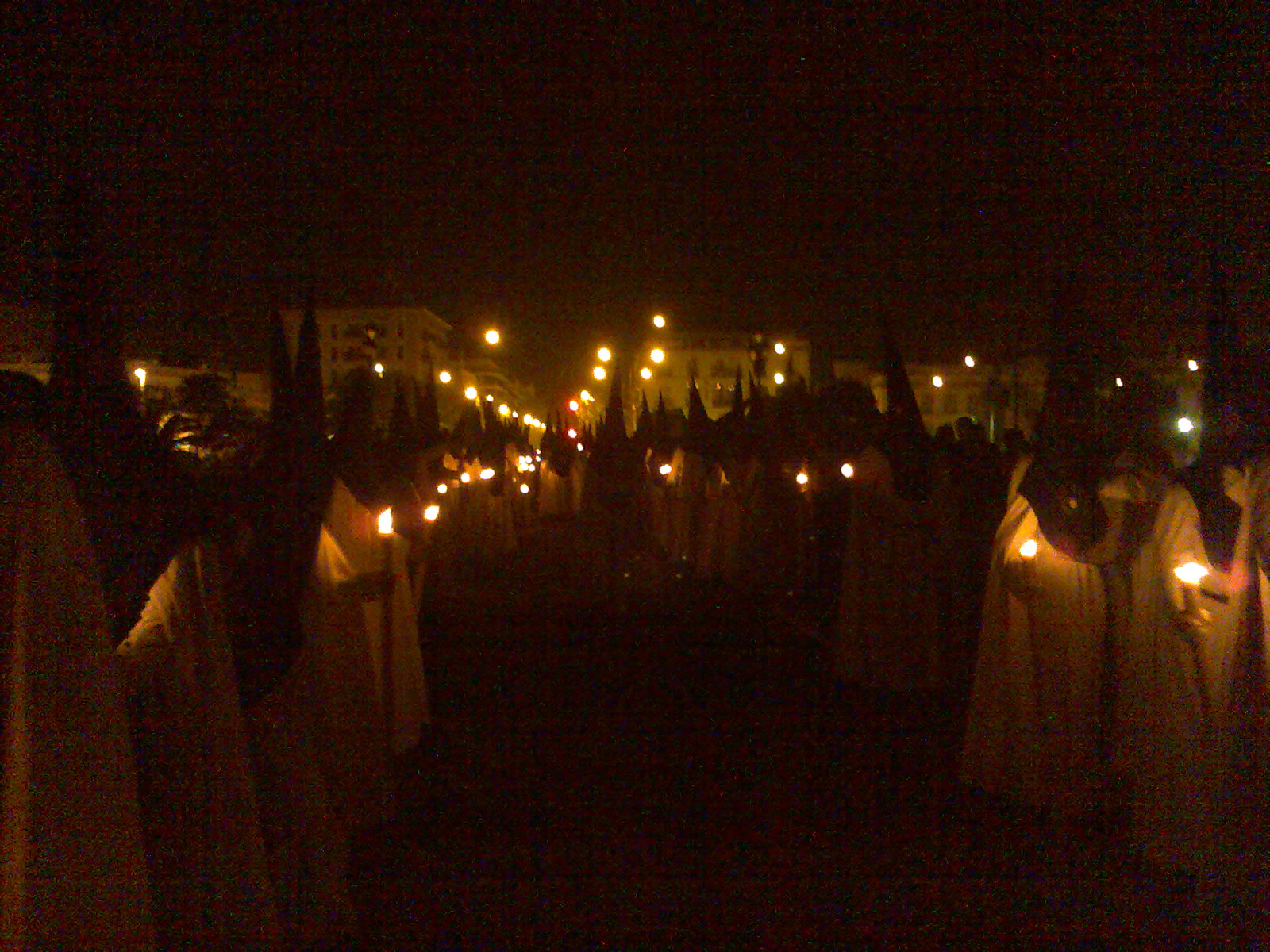
Confraters van de Ster (la Estrella) tijdens hun penitentie, op de Brug van Triana

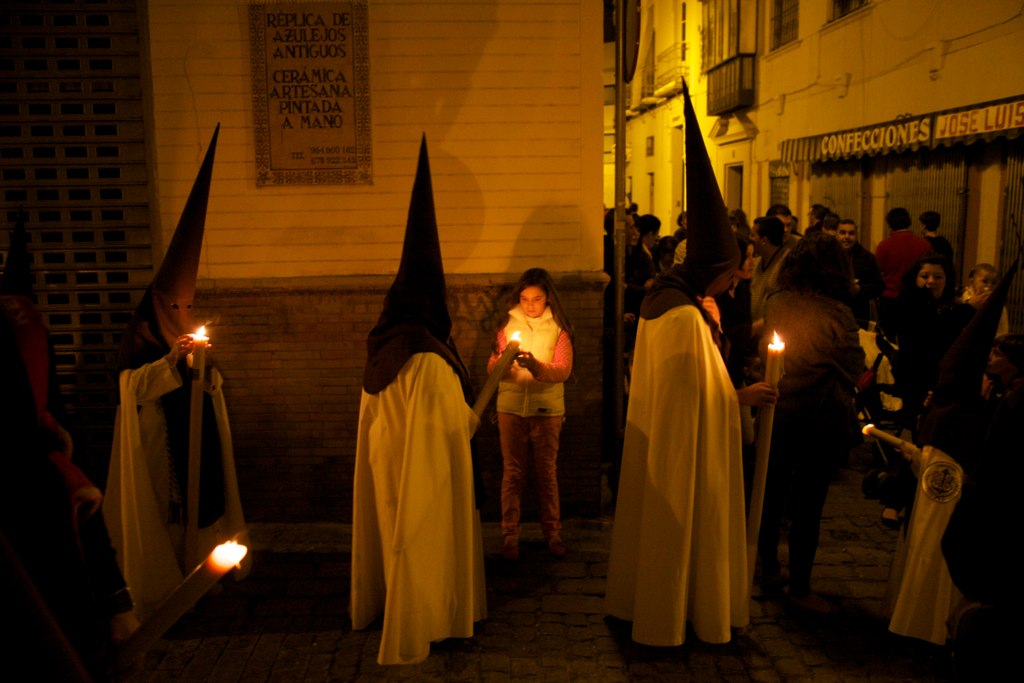
Penitenten tijdens de nacht

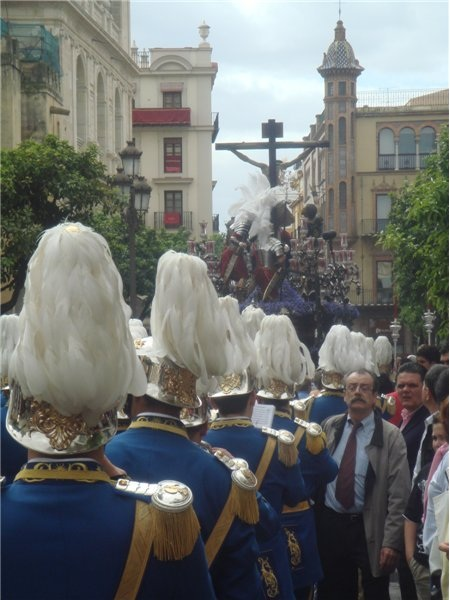
Gedurende de hele nacht krijgt de processie muzikale begeleiding. Hier begeleidt de "banda del Sol" de Broederschap van "El Cerro"

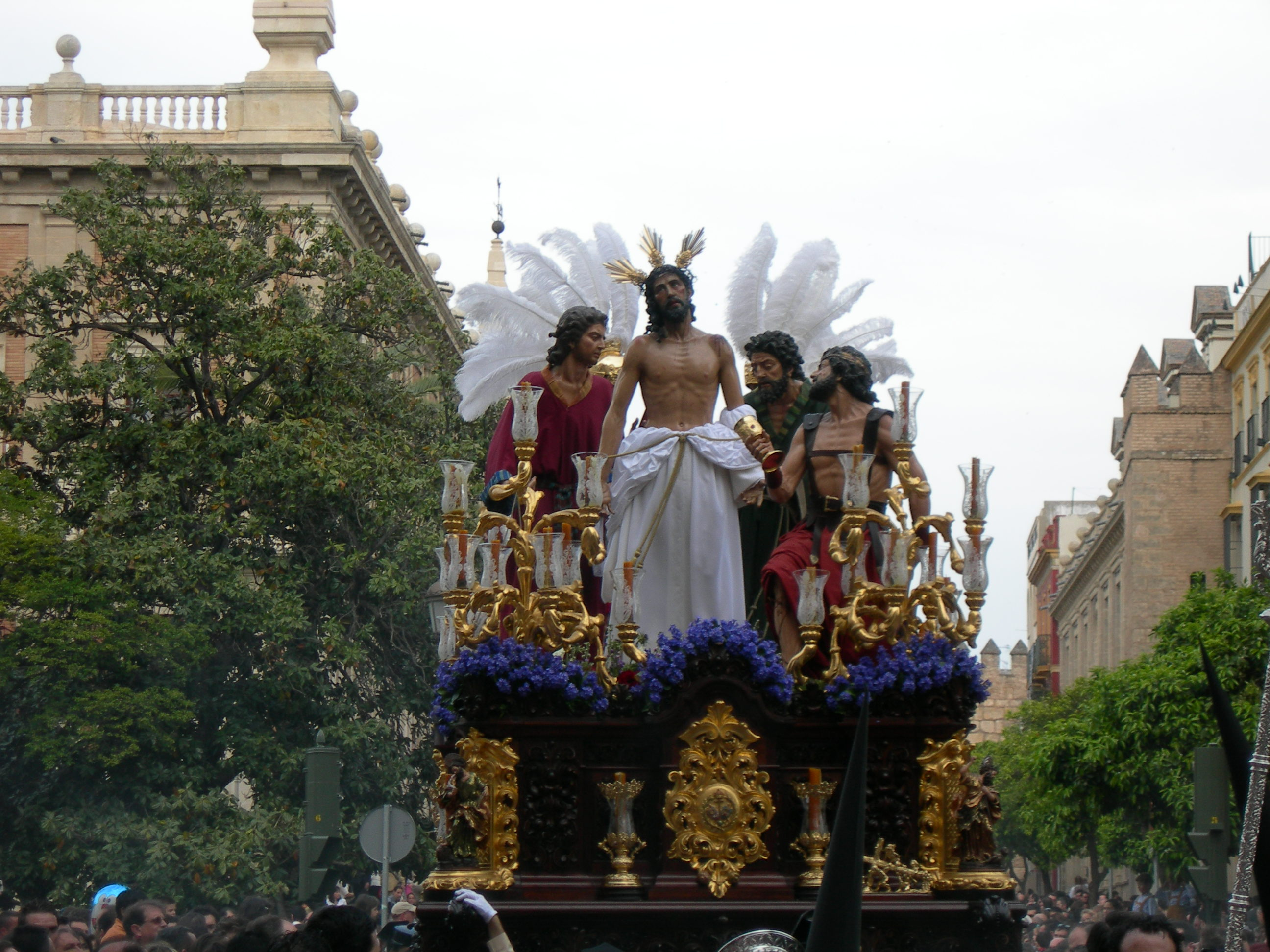
Jezus Christus ontdaan van Zijn Klederen; paso van de Hermandad "Jesús Despojado"

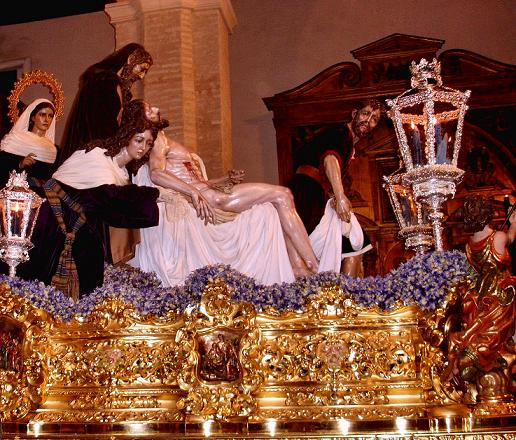
Graflegging van Christus

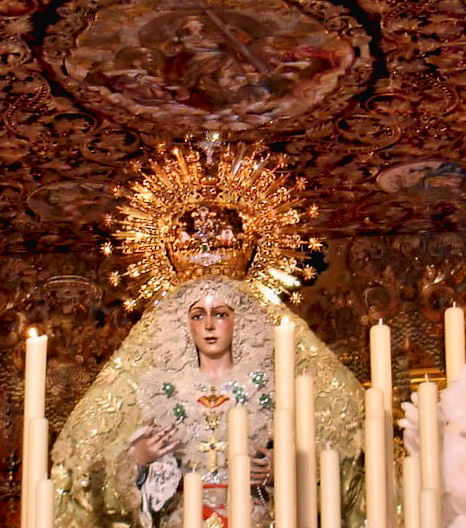
Maria Santissima de la Esperanza Macarena

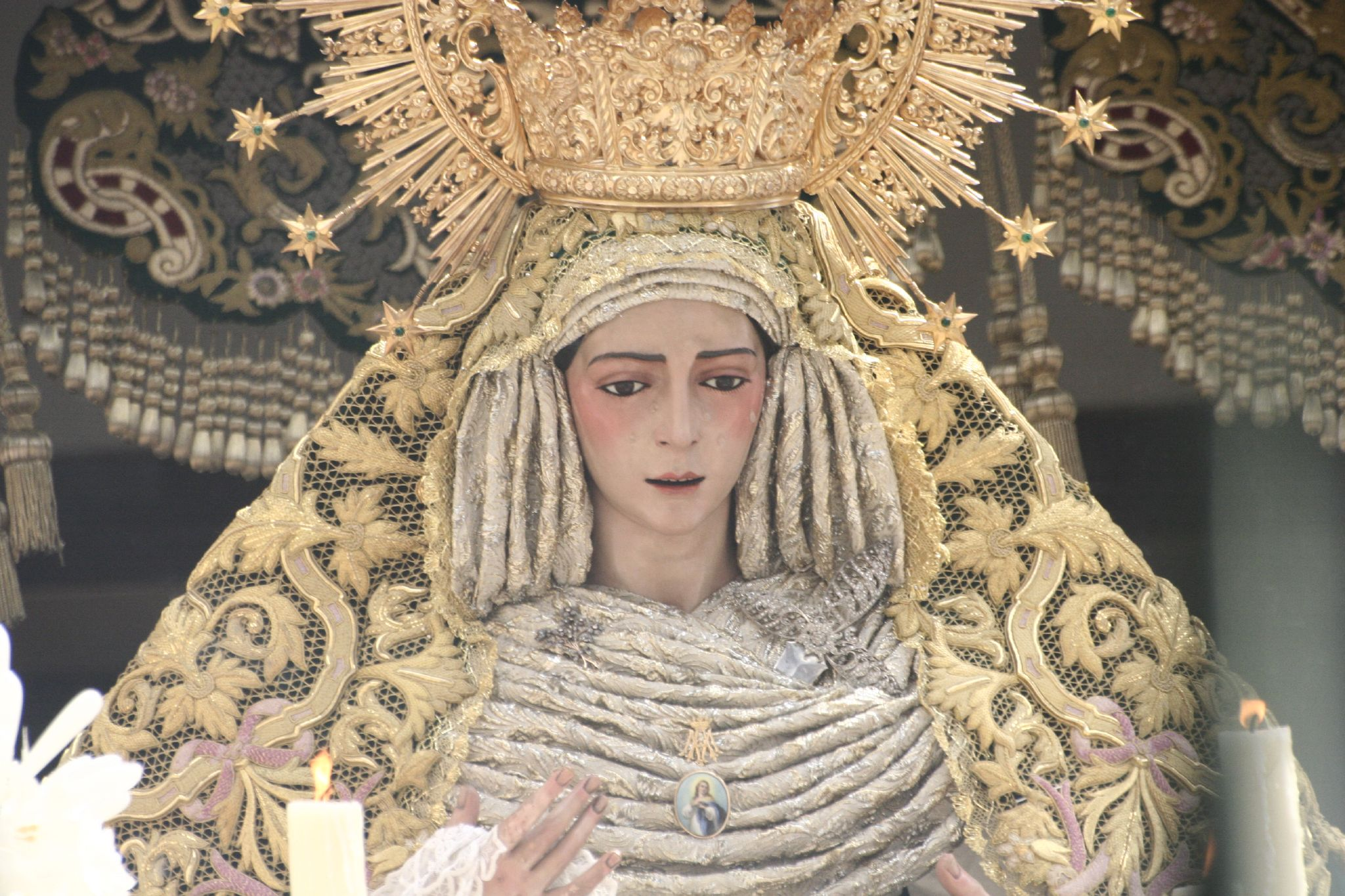
OLV van Rocío, dolorosa van de koninklijke broederschap van de Judaskus

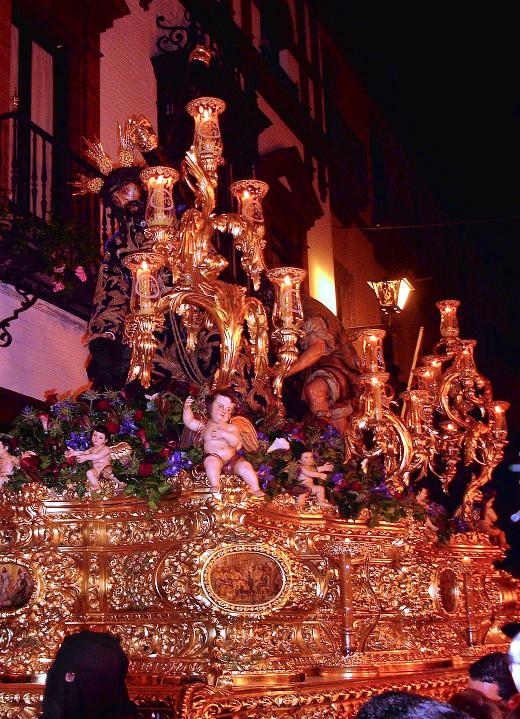
Koninklijke Broederschap "Tres Caídas de San Isidoro"; Jesus de las Tres Caidas

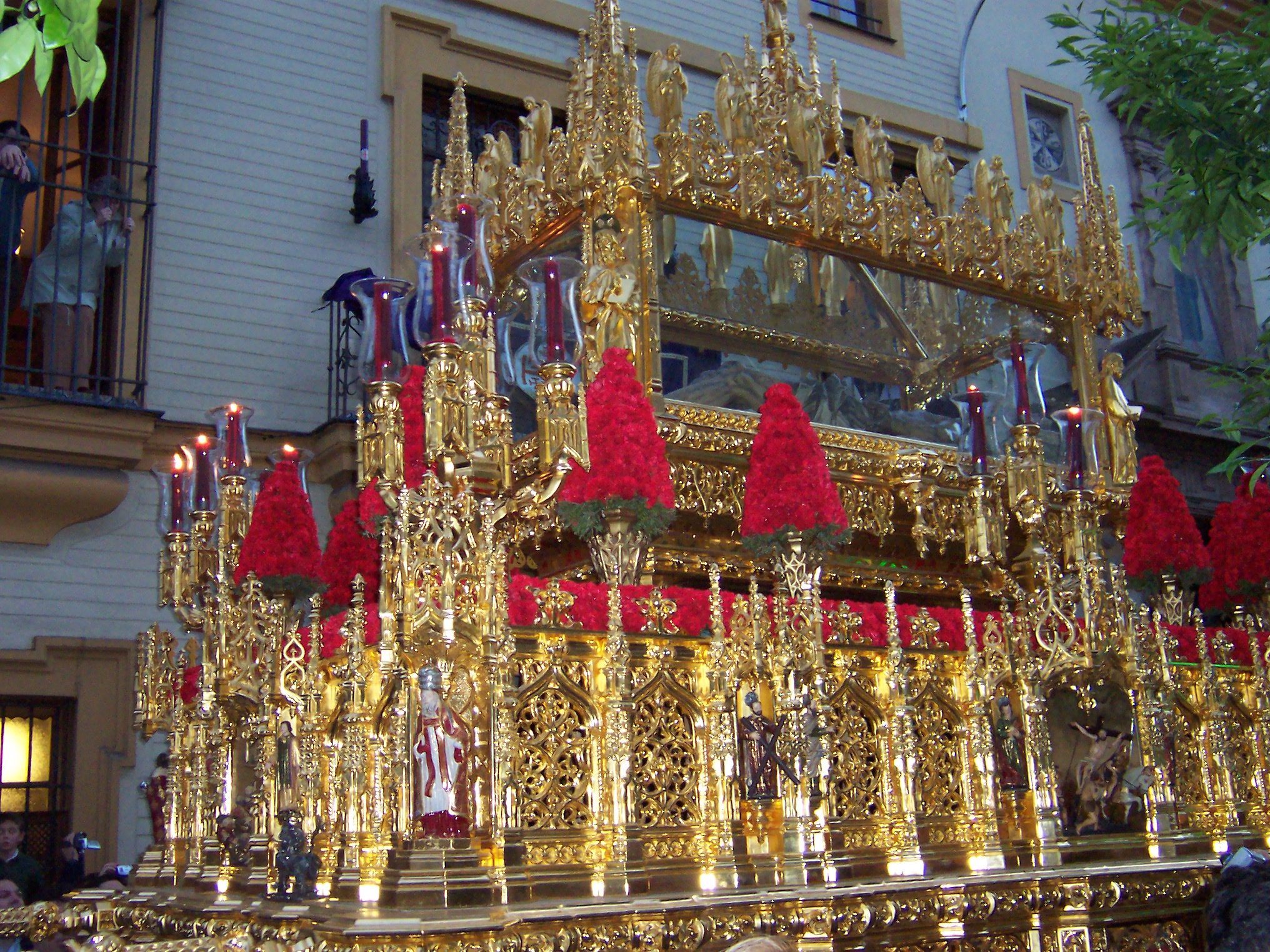
Koninklijke Broederschap van de Heilige graflegging

De Semana Santa in Sevilla is een periode waarin verschillende Koninklijke Broederschappen plechtig boete doen, en het lijden van Christus herdenken gedurende luisterrijke boetprocessies. Deze boetprocessies vinden plaats in de Spaanse stad Sevilla in de week voor Pasen.

## Inleiding
De processies trekken gedurende de hele Goede Week uit, in totaal zijn er zo'n zestig optochten. Alle worden door een zogenaamde hermandad of Cofradia georganiseerd; dit zijn katholieke broederschappen. In de regel horen deze broederschappen bij een bepaalde parochie, waar hun processie dan ook begint en eindigt, na door de stad naar de kathedraal in het centrum te zijn getrokken. Zo'n processieroute duurt meerdere uren waarbij de broederschap eerst plechtig door de wijk trekt. Als de broederschap op weg gaat naar de kathedraal versieren de bewoners hun balkons.
Een processie bestaat uit verschillende paso's, grote passietaferelen. Op enorme tafelvormige constructies zijn  beeldengroepen met crucifix geplaatst. De meeste scènes zijn neobarokke weergaven van de Droeve Mysteries van de Heilige Rozenkrans. De beelden zijn ambachtelijk gesneden uit hout en vervolgens gepolychromeerd. Ze hebben grote betekenis voor de volksdevotie in Sevilla en worden beschouwd als religieus gewijd patrimonium. Sommige beelden zijn pauselijk gekroond en worden vereerd in heel Spanje. Meestal worden ze bijzonder aangekleed met goudgeborduurde kostuums, gemaakt van kostbare stoffen. De opstellingen worden gedragen door leden van de broederschap die Costalero's worden genoemd, soms wel vijftig onder een paso. De paso's zijn opgesierd met kaarsen en bloemen. De basis van een paso is verguld of verzilverd.

## Broederschappen
Voor de paso gaan anonieme groepen boetelingen, deze worden Nazareno's genoemd. De boetelingen zijn met honderden, zelfs met duizenden in het geval van een grote Cofradia. De Cofradia van de Virgen de la Esperanza Macarena heeft twaalfduizend broeders en zusters, verspreid over de hele wereld. Vele broeders komen speciaal elk jaar om de processie bij te wonen. Alleen katholieken kunnen lid worden van zo'n broederschap mits men meebetaalt aan de uitmonstering van de processie. Meestal sluiten jonge mannen zich reeds in hun tienerjaren aan bij een bepaalde broederschap, sommige broederschappen laten ook jonge kinderen toe. De medebroeders moeten gedoopt zijn in de Rooms-Katholieke Kerk, hiertoe wordt een bewijs gevraagd. Zij moeten leven naar de geest van de Broederschap, delen in het Roomse geloof, delen in de liefde van Christus, het evangelie verkondigen, en delen in naastenliefde voor de medebroeders en zusters. Elke broederschap heeft zijn bestuur in verscheidene niveaus.

## Ambachtelijke kunst
Typerend voor de Semana Santa in Sevilla is de uitzonderlijke rijkdom waarmee de broederschappen zich omringen. In Sevilla is een hele industrie die zich op ambachtelijke wijze bezighoudt met het vervaardigen van liturgische kunst. Het is kenmerkend dat de meeste stukken niet anoniem zijn vervaardigd, maar een duidelijke signatuur en exacte datering hebben.
De verschillende levensgrote beelden in de processies zijn eigendom van de broederschappen. Doorheen het jaar worden ze vereerd in hun eigen kerk of kapel. De meeste hebben verschillende kostbare geborduurde kledingstukken, juwelen en kanten sluiers. Deze worden met regelmaat gewisseld. Meestal gaat het om staak-beelden.
De beelden zijn alle gesneden volgens een strenge canon, die de sevilleaanse school tot op vandaag de dag typeert. De kennis voor het snijden en polychromeren wordt van generatie op generatie doorgegeven. Bekende meester-beeldhouwers die beelden sneden voor de broederschappen zijn: Juan de Mesa, Pedro de Mena, Antonio Castillo Lastrucci en Antonio Susillo. Daarnaast zijn er ook ambachtslieden bedreven in het vergulden van de paso's met echt bladgoud. Hiervoor worden typisch Spaanse technieken zoals het estofado en oro en sgrafito gebruikt.
Tot bekende goudborduurders die hun typerende barokke stijl in zwaar reliëf hanteren behoren Esperanza Elena Caro en ook Juan Manuel Rodríguez Ojeda. De laatste kreeg een monument aan de boog van de Macarena.
Naast makers van overdadige borduurwerken en beeldhouwkunst zijn er ook meester-zilversmeden die bedreven zijn in het vervaardigen van juwelen, kronen, wierookvaten, medailles en palios uit fijn gedreven zilver waarmee de beelden worden getooid.
Ten slotte zijn er ambachtslieden zoals kaarsengieters die naast de duizenden wassen kaarsen ook speciale grote bloemenstukken uit was vervaardigen en palmsnijders die palmtakken vlechten.

## Processie-indeling
De processies volgen elk hun eigen route. De stoet wordt gevormd aan het Huis van de Broederschap of aan de kerk waar de paso's worden vereerd. Als eerste stapt het Cruz de Guia op, een groot kruis dat de Hermandad voorafgaat. Daarna volgen de broeders en zusters in hun mantels. Elk draagt een grote kaars, die wordt ontstoken tijdens de schemering. De processie gebeurt in stilte, sommige broederschappen kennen zwijgplicht.
De processie is opgebouwd uit verschillende gedeelten, van elkaar gescheiden door geborduurde vaandels en ceremoniemeesters. De broeders lopen in twee lange rijen, in het midden is er plaats voor de ceremoniemeesters en passerende costalero's (dragers). De boetelingen lopen barrevoets en dragen capirotes, de punthoofdeksels. Deze kappen zijn ontstaan uit een oude straf van de inquisitie. Elke processie bestaat uit meerdere honderden, maar vaak zelfs uit meer dan duizenden personen. Na de nazareno's volgt altijd een groepje kinderen dat snoepgoed uitdeelt aan de bedevaarders, daarna komen meestal grote zilveren processiekandelaars, met daarachter een viertal wierookvaten. Dan komt de eerste Paso met begeleiders. Alle gewijde zaken zoals relieken, wierookvaten, kandelaars, ceremonialia en de pasos zelf worden uitsluitend door mannen gedragen, vrouwen doen enkel anoniem boete. Meestal komt er daarna al een muziekkapel, maar soms wordt deze paso ook in stilte gedragen. Daarna komen opnieuw nazareno's die elk een boetekruis dragen. Soms lopen ook geestelijken mee achter de beelden.
Ten slotte komt de Virgen, het Mariabeeld; zij sluit de stoet af. Voor vele vormt dit het emotionele hoogtepunt van de boetprocessie. Het beeld is altijd gekleed, heeft een meters lange mantel en staat onder een baldakijn dat gedragen wordt door zilveren zuilen. Op het baldakijn zijn vaak allegorieën en wapenschilden geborduurd. De Virgen is altijd gekroond en weent kristallen tranen vanwege het verdriet om Christus' Dood. Vele van deze virgens worden vereerd met eretekens en medailles. voor het beeld staan traditioneel grote kaarsen gerangschikt, naast het beeld grote bollen met bloemen, erachter zijn speciale kandelaars die haar mantel verlichten.
De bevolking bejegent de processies met zeer veel eerbied en rust. De meeste bedevaarders staan op vaste plaatsen zoals de kerk of op een strategisch punt. De start van de processie is altijd nagelbijten voor de Capataz; de paso moet door het portaal (zonder schade). Bij broederschappen met hoge paso's zoals de Koninklijke Broederschap van de Kruisoprichting (Cristo de la Exaltación) is het kwestie van centimeters voor de costalero's. Ook het kijken naar de processies waar de stoet een bocht neemt is zeer interessant, het duurt immers zeer lang eer zo een kolossale paso is gedraaid. De mensen applaudisseren altijd na zo een delicate passage. Veel emotioneler gaat het eraan toe bij de twee meest beroemde processies op Madrugada (Ochtendgloren van Goede Vrijdag). De beelden worden bedolven onder de klaagliederen (saeta). Zo een saeta is een a capella gezang, hiervoor stopt de stoet. De saeta's zijn meestal in flamenco-stijl. De Mariabeelden verdelen de bevolking van Sevilla in twee partijen, namelijk die van Maria Santissima de la Esperanza de Triana en die van de Maria Santissima de la Esperanza Macarena. Ook de Christus van de Grote Macht (Jesús del Gran Poder), wordt bedolven onder de saeta's. Deze beelden worden het meest vereerd door de Sevillanen.
Het dragen van de paso's gebeurt met veel geduld en plechtstatigheid. De Costalero's, de dragers, doen zo boete voor Christus' dood en lijden. De groepen worden gedragen op de maat van muziek, die gespeeld wordt door fanfares. Deze zijn uitgedost in oude uniformen en spelen processiemarsen. Sommige costalero's laten de beelden dansen op de maat van de tamboers. De tamboers symboliseren het onweer dat opstak na Christus' dood. Langs het parcours staan duizenden mensen die de paso's vereren.

## de Goede Week
Overzicht van de Reales Hermandades Sevillanas (koninklijke Sevillaanse Broederschappen). Elke broederschap heeft een zeer lange naam, die verwijst naar de titularissen (devotie) van de Broederschap en ook haar patroonheiligen. Deze worden vaak gekozen uit de mariologie, een christen martelaar en de patroonheiligen van de plaatselijke parochie. Sommige broederschappen zijn van pauselijk recht of hebben doorheen hun geschiedenis bepaalde privileges gekregen (vb.: door ouderdom een aartsbroederschap) Een bekende Aartsbroederschap is deze van Onze-Lieve-Heer Jesús Nazareno (Medinaceli) in Madrid. Sommige broederschappen hebben als proost het privilege een kanunnik te kunnen hebben.

### Domingo de Ramos
Palmzondag is de start van de Semana Santa in Sevilla met een plechtige pontificale hoogmis met aansluitende luisterrijke Palmprocessie, voorgegaan door de Aartsbisschop van Sevilla. Op Palmzondag houden negen koninklijke Broederschappen een plechtige boeteprocessie.
- Hermandad "Del Amor " ; Koninklijke Broederschap der Liefde gekend als ” La Borriquita”. Gesticht in de 16de eeuw, deze Koninklijke Broederschap heeft slechts één paso uit de 17de eeuw die Jezus Christus’ vreugdevolle Intrede in Jeruzalem voorstelt. De titelkerk is de Kerk van de Blijde Aankondiging.
- Hermandad "Jesús Despojado". Gesticht in 1936, deze Koninklijke Broederschap heeft twee paso’s. De eerst passiegroep stelt het Mysterie voor van Christus voor die wordt ontkleed en bespot. De andere stelt de Maagd Maria als Heilige Moeder van Smarten en Genade voor, dit beeld werd in 1962 gemaakt door Antonio Eslava. De broeders dragen tijdens hun penitentie een wit boetekleed met zwarte mantel en capirote. De titelkerk is de Kapel van Grote Smarten.
- Hermandad "La Paz"; Koninklijke Broederschap de Vrede. Gesticht in 1939 deze Koninklijke Broederschap heeft twee paso’s. De Christus van de Overwinning werd gesneden in 1940 door Antonio Llanes. De andere stelt de Maagd Maria als Heilige Moeder van de Vrede voor, dit beeld werd in 1939 gemaakt. Deze koninklijke Broederschappen is verbonden aan de Sint-Sebatianusparochie.
- Hermandad "La Cena" Broederschap van het Avondmaal. Gesticht in 1580, deze Koninklijke Broederschap heeft drie paso’s. De grootse paso stelt het Laatste Avondmaal van Jezus Christus en Zijn Heilige Apostelen voor, het werd deels gesneden door Sebastian Santos. De tweede stelt Christus van Nederigheid en Geduld voor Zijn Kruisiging. De laatste paso stelt de Heilige Maagd Maria als Koningin van de Hemel en de Aarde voor. De titelkerk is de Iglesia de los Terceros.
- Hermandad "La Hiniesta"; Koninklijke Broederschap de Bezemstruik . Gesticht in de 17de eeuw, deze Koninklijke Broederschap heeft twee paso’s. De eerste paso stelt de Zalige Dood van Christus vereerd door de Heilige Maria Magdalena voor, het werd gesneden door Catillo Lastrucci. De tweede paso stelt de Heilige Maagd Maria van de Bezemstruik voor (een moeder van smarten). Deze broederschap heeft ook een Maria met kind, een zogenaamde "Gloriosa." De Hiniesta Gloriosa is de Beschermvrouwe van de Stad Sevilla. Deze koninklijke Broederschap is verbonden aan de Sint-Julianusparochie.
- Hermandad de "San Roque""; Koninklijke Broederschap van Sint-Rochus. Gesticht in 1901, maar wortels in de 16de eeuw. Deze Koninklijke Broederschap heeft twee paso’s. De eerste paso stelt Christus geholpen door de Heilige Simon van Cyrene voor. De tweede paso stelt de Heilige Maagd Maria van Genade en Geduld (een moeder van smarten) voor. Deze koninklijke Broederschap is verbonden aan de Sint-Rochusparochie.
- Hermandad de "La Estrella": Koninklijke Broederschap van de Ster. Gesticht in 1560, deze Koninklijke Broederschap heeft twee paso’s. De eerste paso stelt Christus voor, gezonken in gebed voor het Kruis, achter hem soldaten. De tweede paso stelt de Heilige Maagd Maria van de Ster voor (een moeder van smarten), gesneden door Fernandeze Andez uit de 17de eeuw. Deze koninklijke Broederschap is verbonden aan de Sint-Rochusparochie.
- Hermandad de "La Amargura" Koninklijke Broederschap van de Bitterheid; gekend als "El Silencio Blanco". Gesticht in de 17de eeuw, deze Koninklijke Broederschap heeft twee paso’s. De eerste paso stelt Christus van de Stilte voor met Herodes I Antipas. De tweede paso stelt de Heilige Maagd Maria van de Bitterheid voor (een moeder van smarten), in gesprek met de Johannes de Doper. Deze koninklijke Broederschap heeft haar zetel in de Johannes de Doper-kerk.
- Hermandad de "El Amor" Koninklijke Broederschap “De Liefde”. Gesticht in 1508, deze Koninklijke Broederschap heeft twee paso’s. De eerste paso stelt Christus van Liefde aan het Kruis voor. De tweede paso stelt de Heilige Maagd Maria van de Nood voor. Deze koninklijke Broederschap heeft haar zetel in de Sint-Salvatorparochie.

### Lunes Santo
Op Lunes Santo (maandag) houden 7 koninklijke Broederschappen een plechtige boeteprocessie.
- Hermandad "El Beso de Judas" (Koninklijke Broederschap van de Kus van Judas)[4] Real e Ilustre Hermandad del Santisimo Sacramento y Cofradía de Nazarenos de Nuestro Padre Jesús de la Redención en el beso de Judas, María Santísima del Rocío, Nuestra Señora del Carmen, San Fernando Rey y San Lucas Evangelista. De Broederschap werd in 1955 opgericht en heeft als beeltenis de Judas-kus heeft als titularissen OLv van Rocio, OLV van de Berg Karmel, Sint-Ferdinand en Lucas- evangelist. De paso met het verraad van Judas alsook het beeld van OLV van Rocio werden in de XXste eeuw door Antonio Castillo Lastrucci gesneden. De broederschap heeft nauwe banden met de broederschap Onze-Lieve-Vrouw van El Rocío uit Almonte.
- Hermandad "Santa Genoveva" (Broederschap van Sint-Geneva) : Hermandad y Cofradía de Nazarenos del Santísimo Sacramento, Nuestro Padre Jesús Cautivo en el Abandono de sus Discípulos, y Nuestra Señora de las Mercedes Coronada y San Juan Evangelista en la Tercera Palabra, Inmaculada Milagrosa y Santa Genoveva
- Hermandad "Santa Marta" (Koninklijke Broederschap van Sint-Marta):  Real, Muy Ilustre y Venerable Hermandad del Santísimo Sacramento, Inmaculada Concepción, Ánimas Benditas y Cofradía de Nazarenos del Santísimo Cristo de la Caridad en su traslado al Sepulcro, Nuestra Señora de las Penas y Santa Marta.
- Hermandad "San Gonzalo" (Koninklijke Broederschap van Sint-Gonzalez): Pontificia y Real Hermandad del Santísimo Sacramento y Cofradía de Nazarenos de Nuestro Padre Jesús en su Soberano Poder Ante Caifás, Nuestra Señora de la Salud y San Juan Evangelista
- Hermandad "Vera-Cruz" (Koninklijke Aartsbroederschap van het Ware Kruis)[5]: Muy Antigua, Siempre Ilustre, Venerable, Pontificia, Real, Fervorosa, Humilde y Seráfica Hermandad y Archicofradía de Nazarenos de la Santísima Veracruz, Sangre de Nuestro Señor Jesucristo y Tristezas de María Santísima1
- Hermandad "Las Penas de San Vicente" (Broederschap van de Smarten (Sint-Vincentius)): Cofradía de Nazarenos de Nuestro Padre Jesús de las Penas y María Santísima de los Dolores
- Hermandad "Las Aguas" (Koninklijke Aartsbroederschap "OLV van Las Aguas")[6]: Real, Antigua, Ilustre y Fervorosa Hermandad de la Santa Cruz y Nuestra Señora del Rosario y Archicofradía de Nazarenos del Santísimo Cristo de las Aguas, Nuestra Madre y Señora del Mayor Dolor y María Santísima de Guadalupe
- Hermandad "El Museo" (Koninklijke Aartsbroederschap van het Museum)[7]: Real, Ilustre y Fervorosa Hermandad del Santísimo Sacramento y Archicofradía de Nazarenos de la Sagrada Expiración de Nuestro Señor Jesucristo y María Santísima de las Aguas. Koning Filips VI is lid van dit broederschap.[8]

### Martes Santo
Op Martes Santo (dinsdag) houden 8 koninklijke Broederschappen een plechtige boeteprocessie.
- Hermandad "El Cerro" Broederschap "El cerro":Fervorosa Hermandad Sacramental y Cofradía de Nazarenos del Santísimo Cristo del Desamparo y Abandono, Nuestro Padre Jesús de la Humildad y Nuestra Señora de los Dolores Coronada. Deze broederschap zetelt in de wijk Cerro-Amate. De statuten werden canoniek erkend in 1987.
- Hermandad "Los Javieres", Broederschap der Xaverianen:  Fervorosa Hermandad Sacramental y Cofradía de Nazarenos del Santísimo Cristo del Desamparo y Abandono, Nuestro Padre Jesús de la Humildad y Nuestra Señora de los Dolores Coronada. Deze broederschap heeft een paar leden van de Brandweer van New York, waaronder de kapitein, die de aanslagen overleefden, en in 2002 lid werden van de broederschap.[9]
- Hermandad "San Esteban",Broederschap van Sint-Stefanus :Fervorosa Hermandad y Cofradía de Nazarenos de Nuestro Padre Jesús de la Salud y Buen Viaje, María Santísima Madre de los Desamparados, San Juan de Ribera y Protomártir San Esteban.
- Hermandad "Los Estudiantes" Aartsbroederschap van de Studenten: Pontificia, Patriarcal e Ilustrísima Hermandad y Archicofradía de Nazarenos del Santísimo Cristo de la Buena Muerte y María Santísima de la Angustia.
- Hermandad "San Benito" "Koninklijke Aartsbroederschap van Sint-Benedictus":[10] ;  Hermandad del Santísimo Sacramento, Pontificia y Real Archicofradía de Nazarenos de la Sagrada Presentación de Jesús al Pueblo, Santísimo Cristo de la Sangre, Nuestra Señora de la Encarnación Coronada y San Benito Abad. Deze broederschap, verbonden aan de Sint-Benedictusparochie, heeft drie pasos. De beroemste werd gesneden door Antonio Castillo Lastrucci. Deze grote paso stelt de voorstelling van Christus aan het volk voor, waarbij Pontius Pilatus naast Christus is uitgebeeld.
- Hermandad "La Candelaria" Broederschap OLV van Lichtmis.[11]; Ilustre y Fervorosa Hermandad de Nuestro Padre Jesús de la Salud, María Santísima de la Candelaria, Nuestra Señora del Subterráneo y San Nicolás de Bari
- Hermandad "El Dulce Nombre" Broederschap van de Zoete Naam; Pontificia, Fervorosa, Ilustre y Antigua Hermandad y Cofradía de Nazarenos de Nuestro Padre Jesús ante Anás, Santo Cristo del Mayor Dolor, María Santísima del Dulce Nombre y San Juan Evangelista.
- Hermandad "Santa Cruz" Broederschap van het H. Kruis; Ilustre y Antigua Hermandad del Santísimo Sacramento y Nuestra Señora de la Paz, Fervorosa Cofradía de Nazarenos del Santísimo Cristo de las Misericordias, Santa María de la Antigua y Nuestra Señora de los Dolores

### Miércoles Santo
Op Miércoles Santo (woensdag) houden 9 koninklijke Broederschappen een plechtige boeteprocessie.
- Hermandad "del Carmen Doloroso" Broederschap van Olv van de Berg Karmel en haar Droeve misterien. Hermandad Carmelita de las Maravillas de María y Cofradía de Nazarenos de Nuestro Padre Jesús de la Paz y Nuestra Señora del Carmen en Sus Misterios Dolorosos. Deze broederschap

is gesticht in 1982 en is gevestigd in de parochie van Omnio Sactorum.
- Hermandad "La Sed" Broederschap van de Dorst. Hospitalaria Hermandad Sacramental de Congregantes de la Concepción Inmaculada de la Santísima Virgen María y Cofradía de Nazarenos del Santísimo Cristo de la Sed y Santa María de Consolación Madre de la Iglesia, San Juan Evangelista y San Juan de Dios. Deze broederschap kreeg in 1969 aprobatie van haar statuten door kardinaal José María Bueno Monreal. De naam verwijst naar het Evangelie, Christus zou hebben gezegd voor zijn dood ik heb dorst!.
- Hermandad "San Bernardo" Koninklijke Broederschap van Sint-Bernardus. Real, Ilustre y Fervorosa Hermandad Sacramental de la Pura y Limpia Concepción de la Santísima Virgen María, Ánimas Benditas del Purgatorio y Cofradía de Nazarenos del Santísimo Cristo de la Salud, María Santísima del Refugio, Santa Cruz, Nuestra Señora del Patrocinio, Santa Bárbara y San Bernardo.
- Hermandad "El Buen Fin" Koninklijke Broederschap van het Goede Einde.Real, Ilustre, Antigua, Fervorosa y Franciscana Hermandad Sacramental y Cofradía de Nazarenos del Santo Sudario, Santísimo Cristo del Buen Fin y Nuestra Señora de la Palma. Stichting in 1590, haar dolorosa OLV van La Palma werd in 2005 door kardinaal  Carlos Amigo Vallejo gekroond met Pauselijk recht.
- Hermandad "La Lanzada" Keizerlijke Aartsbroederschap van de Lanssteek. Imperial, Antigua, Ilustre y Fervorosa Hermandad del Santísimo Sacramento, Inmaculada Concepción de Nuestra Señora, Santa Espina de la corona de Nuestro Señor Jesucristo, Ánimas Benditas del Purgatorio, San Martín de Tours Obispo, Nuestra Señora de la Esperanza Divina Enfermera y Real Archicofradía de Nazarenos de la Sagrada Lanzada de Nuestro Señor Jesucristo, Nuestra Señora de Guía, San Juan Evangelista y María Santísima. del Buen Fin. Stichting begin XVIde eeuw, bij decreet van 1522 gemacht de keizerlijke titel te voeren. De Beeldengroep met de H. Longinus op zijn paard dateert uit de 2/2 van de 20ste eeuw. Tot de bekende ere-broeders behoorden Koning Ferdinand VII, Koningin Isabella II en Alfonso XIII.
- Hermandad "El Baratillo" Broederschap van Baratillo. Antigua y Fervorosa Hermandad de la Santa Cruz y Cofradía de Nazarenos del Santísimo Cristo de la Misericordia y Nuestra Señora de la Piedad, Patriarca Bendito Señor San José y María Santísima de la Caridad en su Soledad.
- Hermandad "Cristo de Burgos" Koninklijke Broederschap van Christus uit Burgos.Pontificia, Real, Ilustre y Fervorosa Hermandad y Cofradía de Nazarenos del Santísimo Cristo de Burgos, Negaciones y Lágrimas de San Pedro y Madre de Dios de la Palma.
- Hermandad "Las Siete Palabras" Koninklijke broederschap van de Zeven Woorden. Real e Ilustre Hermandad Sacramental de Nuestra Señora del Rosario, Ánimas Benditas del Purgatorio y Primitiva Archicofradía del Sagrado Corazón y Clavos de Jesús, Nuestro Padre Jesús de la Divina Misericordia, Santísimo Cristo de las Siete Palabras, María Santísima de los Remedios, Nuestra Señora de la Cabeza y San Juan Evangelista. De bekendste beeldengroep stelt de 7 Woorden op het Kruis voor. Daarnaast heeft deze broederschap ook als titularis OLH van de Goddelijke barmhartigheid, dit beeld is door Felipe de Ribas (1609-1648)gesneden.
- Hermandad "Los Panaderos" Koninklijke Aartsbroederschap van de Bakkers Pontificia, Real, Ilustre y Fervorosa Hermandad y Archicofradía de Nazarenos de Nuestro Padre Jesús del Soberano Poder en su Prendimiento, María Santísima de Regla Coronada y San Andrés Apóstol. De dolorosa is bekend als Olv van de Regel en werd gesneden door een vrouw: La Roldana. Dit beeld kreeg uitzonderlijk de toestemming om zijn parochie in Sevilla te verlaten om deel te nemen aan de kruisweg in Madrid waar de Paus Benedictus de Wereldjongerendagen hield in 2011.[12] Het goudborduurwerk komt uit de manufactuur van Esperanza Elena Caro.[13]

### Jueves Santo
Op Jueves Santo (Witte Donderdag) houden 7 koninklijke Broederschappen een plechtige boeteprocessie.
- Hermandad "Los Negritos" Broederschap van de zwartjes. Antigua, Pontificia y Franciscana Hermandad y Cofradía de Nazarenos del Santísimo Cristo de la Fundación y Nuestra Señora de los Ángeles. Opgericht in 1393 door Kardinaal Gonzales de Mena. Hun naam zou afgeleid zijn van zwarte confraters (negros). Deze confrerie is een van de oudste van Sevilla. Patrones is OLV van de Engelen. Oorspronkelijk deden alle confraters blootsvoets hun jaarlijkse penitentie.[14]
- Hermandad "La Exaltación" Koninklijke Broederschap van de Kruisoprichting. Pontificia, Real e Ilustre Hdad. Sacramental Purísima Concepción Ánimas Benditas del Purgatorio, San Sebastián Mártir y Archicofradía de Nazarenos del Santísimo Cristo de la Exaltación y Nuestra Señora de las Lágrimas.
- Hermandad "Las Cigarreras" Koninklijke Broederschap van de Cigarenmakers.  Real e Ilustre Hermandad y Cofradía de Nazarenos de la Sagrada Columna y Azotes de Nuestro Señor Jesucristo y María Santísima de la Victoria.
- Hermandad "Monte-Sión" Koninklijke Aartsbroederschap van de Berg Sion. Pontificia, Real, Ilustre y Antigua Hermandad Dominica y Archicofradía de Nazarenos de la Sagrada Oración de Nuestro Señor Jesucristo en el Huerto, Santísimo Cristo de la Salud, María Santísima del Rosario en sus Misterios Dolorosos Coronada y Santo Domingo de Guzmán.
- Hermandad "Quinta Angustia" Koninklijke Aartsbroederschap van de Vijfde Smart. Pontificia, Real Hermandad y Archicofradía de Nazarenos del Dulce Nombre de Jesús, Sagrado Descendimiento de Nuestro Señor Jesucristo y Quinta Angustia de María Santísima Nuestra Señora.
- Hermandad "El Valle" Koninklijke Aartsbroederschap van "OLV van el Valle". Pontificia, Real, Ilustre y Primitiva Archicofradía de Nazarenos del Santísimo Cristo de la Coronación de Espinas, Nuestro Padre Jesús con la Cruz al Hombro, Nuestra Señora del Valle y Santa Mujer Verónica.
- Hermandad "Pasión" Koninklijke Aartsbroederschap van de Passie. Archicofradía del Santísimo Sacramento, Pontificia y Real de Nazarenos de Nuestro Padre Jesús de la Pasión y Nuestra Madre y Señora de la Merced.

### Viernes Santo - Madrugada
Tijdens de Madrugada (Ochtendgloren van Goede Vrijdag) houden 6 koninklijke Broederschappen een plechtige boeteprocessie. Deze nacht is voor vele Sevillanen een emotioneel moment. Dit zijn dan ook de populairste broederschappen.
- Hermandad "El Silencio" Koninklijke Aartsbroederschap van de Stilte. Primitiva Hermandad de los Nazarenos de Sevilla, Archicofradía Pontificia y Real de Nuestro Padre Jesús Nazareno, Santa Cruz en Jerusalén y María Santísima de la Concepción
- Hermandad "Jesús del Gran Poder" Koninklijke Broederschap van de Grote Macht. Pontificia y Real Hermandad y Cofradía de Nazarenos de Nuestro Padre Jesús del Gran Poder y María Santísima del Mayor Dolor y Traspaso. Broederschap werd opgericht op last van de Hertog van Medina Sidonia. De beroemde beetenis van Christus is een meesterwerk van Juan de Mesa.[15] De Dolorosa is het werk van een anonieme meester, maar Sint-Jan die naast haar staat is ook aan Juan de Mesa toegeschreven.
- Hermandad "la Esperanza Macarena" Koninklijke Broederschap van OLV van de Hoop Macarena Real, Ilustre y Fervorosa Hermandad y Cofradía de Nazarenos de Nuestra Señora del Santo Rosario, Nuestro Padre Jesús de la Sentencia y María Santísima de la Esperanza Macarena. Deze grote broederschap bezit twee gkende pasos, de eerste met Christus van het Vonnis, met een beeltenis van Pilatus die zijn handen in onschuld wast. Deze paso wordt gevolgd door de erewacht van de "Centuria de los Armados de la Macarena" of gekend als Los Armaos[16]. De tweede paso draagt de patrones van de wijk: OLV van de Hoop Macarena. Dit is de Dolorosa die gekend is in heel Spanje. Ze werd op last van Paus Joannes gekroond door José María Bueno Monreal, Kardinaal Aartsbisschop van Sevilla in de Kathedraal. Franco woonde de pauselijke kroning persoonlijk bij.
- Hermandad "El Calvario" Koninklijke Broederschap van de Berg Golgotha (Calvario). Pontificia y Real Hermandad y Cofradía de Nazarenos del Santísimo Cristo del Calvario y Nuestra Señora de la Presentación. Deze broederschap heeft 2 pasos, waarbij een crucifix gesneden door Francisco de Ocampo.
- Hermandad "Esperanza de Triana" Koninklijke Aartsbroederschap van OLV van de Hoop van Triana. Pontificia, Real e Ilustre Hermandad y Archicofradía de Nazarenos del Santísimo Sacramento y de la Pura y Limpia Concepción de la Santísima Virgen María, del Santísimo Cristo de las Tres Caídas, Nuestra Señora de la Esperanza y San Juan Evangelista. Pauselijke kroning op 2 juni 1984 door kardinaal Carlos Amigo Vallejo, goedgekeurd door de Bul van Joannes Paulus II in 1983.
- Hermandad "Los Gitanos" Koninklijke Broederschap van de Zigeuners. Real, Ilustre y Fervorosa Hermandad Sacramental, Ánimas Benditas y Cofradía de Nazarenos de Nuestro Padre Jesús de la Salud y María Santísima de las Angustias Coronada.

### Viernes Santo
Op Viernes Santo (Goede Vrijdag) houden 7 koninklijke Broederschappen een plechtige boeteprocessie. De meeste processies starten in de late middag; de broederschap van de Macarena komt immers pas tegen de middag aan haar kapel.
- Hermandad "La Carretería", Koninklijke Aartsbroederschap van "La Carretería". Pontificia y Real Archicofradía de Nazarenos del Santísimo Cristo de la Salud, María Santísima de la Luz en el Sagrado Misterio de sus Tres Necesidades al pie de la Santa Cruz, San Francisco de Paula, Gloriosa Resurrección de Nuestro Señor Jesucristo y Nuestra Señora del Mayor Dolor en su Soledad. De benaming zou afkomstig zijn van Real Cabaña de Carreteros. Ook wordt een mirakuleuze verschijning in de  16de eeuw van Maria gegeven, in de buurt van Carreteria. Paus Clemens VIII verleende de broeders bepaalde privilleges per pauselijke bul.[17] De Paso van Cristo de la Salud en las Tres Necesidades dateert uit de 17de eeuw. De centrale crucifix is toegeschreven aan Francisco de Ocampo y Felguera.
- Hermandad "Soledad de San Buenaventura" Koninklijke Broederschap van OLV van de Eenzaamheid. Real, Ilustre y Franciscana Hermandad y Cofradía de Nazarenos de la Santa Cruz en el Monte Calvario, Santísimo Cristo de la Salvación y Nuestra Señora de la Soledad. Fundatie gebeurd in 1849, in het Franciscaans Klooster van St-Bonaventura. In 1852 werd koningin Amalia van Portugal Hoofzuster van deze broederschap, zij verleende de broederschap haar koninklijk predicaat.
- Hermandad "El Cachorro" Koninklijke broederschap van El Cachorro. Pontificia, Real e Ilustre Hermandad y Cofradía de Nazarenos del Santísimo Cristo de la Expiración y Nuestra Madre y Señora del Patrocinio en su Dolor y Gloria. Deze broederschap dateert uit de 17de eeuw, en Paus Benedictus XVI verhief de kerk van de broederschap in 2012 tot basiliek.
- Hermandad "La O" Koninklijke Aartsbroederschap van OLV van de O-Antifonen. Pontificia, Real e Ilustre Archicofradía del Santísimo Sacramento, Nuestro Padre Jesús Nazareno y María Santísima de la O Coronada. In 2016 vierde deze broederschap haar 450-jarig jubileum. Het beeld van de maagd werd gekroond met pàuselijk recht in 2007, op last van paus Benedictus XVI.
- Hermandad "Tres Caídas de San Isidoro" Koninklijke Aartsbroederschap van de Derde val.  Antigua e Ilustre Hermandad del Santísimo Sacramento y Pontificia y Real Archicofradía de Nazarenos de Nuestro Padre Jesús de las Tres Caídas, Nuestra Señora de Loreto y Señor San Isidoro. Genoemd naar de statie waarin Christus voor de derde keer valt met het kruis en St-Simon van Cyrene Hem helpt het Kruis dragen.
- Hermandad "Montserrat" Koninklijke Broederschap OLV van Montserrat.  Pontificia, Real, Ilustre, Antigua y Primitiva Hermandad de Nuestra Señora del Rosario y Cofradía de Nazarenos del Santísimo Cristo de la Conversión del Buen Ladrón y Nuestra Señora de Montserrat. In 1851 was de Franse prins Anton, Hertog van Orléans Hoofdman van deze broederschap, zijn vrouw was een Spaanse infanta de dochter van koning Ferdinand VII.
- Hermandad "Sagrada Mortaja" Koninklijke broederschap van de Heilige Lijkwade. Antigua, Real e Ilustre Hermandad de Nazarenos de Nuestro Padre Jesús Descendido de la Cruz en el Misterio de su Sagrada Mortaja y María Santísima de la Piedad. Deze broederschap heeft slechts 1 paso, die dateert uit de 17de eeuw.

### Sábado Santo
Op Sábado Santo (Stille Zaterdag) houden 4 koninklijke Broederschappen een plechtige boeteprocessie.
- Hermandad "Los Servitas". Koninklijke Broederschap van de "Servieten van Maria". Real, Ilustre y Venerable Hermandad de Nazarenos y Primitiva Cofradía Servita de Nuestra Señora de los Dolores, Santísimo Cristo de la Providencia, María Santísima de la Soledad y San Marcos Evangelista. De broederschap sloot zich in de 18de eeuw aan bij de congregatie van de Servieten. In 1779 per koninklijk Besluit gemachtigd om het koninklijk predicaat te voeren. Deze broederschap heeft het beeld van een gekroonde Piëta als paso.
- Hermandad "La Trinidad". Koninklijke Aartsbroederschap van de Heilige Drievuldigheid. Pontificia, Real y Muy Ilustre Hermandad Sacramental y Archicofradía de Nazarenos del Sagrado Decreto de la Santísima Trinidad, Santísimo Cristo de las Cinco Llagas, María Santísima de la Concepción, Nuestra Señora de la Esperanza y San Juan Bosco. Deze oude Aartsbroederschap werd begin de 16de eeuw gesticht. Een van de Pasos verbeeld de Heilige Drievuldigheid in een Heilige Gesprek met de 4 kerkvaders. Daarnaast wordt ook een Beeld van Christus van de 5 Wonden meegdragen in processie.[18]
- Hermandad "Santo Entierro", Koninklijke Broederschap van het H.Graf. Real Hermandad Sacramental del Santo Entierro de Nuestro Señor Jesucristo, Triunfo de la Santa Cruz y María Santísima de Villaviciosa. De paso verbeeld de Triof van het Kruis op de dood, de belangrijkste paso verbeeld "Christo Yacente". De processie, vertrekt aan de Kerk van San Gregorio. Naast de eigen broederschap wordt deze uitzonderlijk bijgewoon door afvaardiging van alle andere broederschappen, in boetkleding. Tevens militaire afvaardiging neemt plecht deel.[19] Koning Filips VI is de Hoofdman van deze broederschap.[8]
- Hermandad "La Soledad de San Lorenzo" Koninklijke Broederschap van de Eenzaamheid. Pontificia y Real Hermandad Sacramental, Nuestra Señora de Roca Amador, Ánimas Benditas, Beato Marcelo Spínola y Primitiva Cofradía de Nazarenos de María Santísima en su Soledad.

### Domingo de Resurrección
Op Domingo de Resurrección (Paaszondag) houdt enkel de Broederschap van de Verrezene  een plechtige processie. De virgen is genoemd OLV van Aurora, maar is geen dolorosa, ze huilt geen kristallen tranen op Paaszondag. Deze broederschap werd canoniek erkend door kardinaal Bueno Monreal in 1972. Ze verkreeg in 1981 van dezelfde kardinaal het recht om plechtige processie te houden.

## Media en toerisme
Aan de semana santa gaan weken van intense voorbereidingen vooraf. Overal hangen affiches met info en programmatie. De kerken zijn vaak niet toegangkijk omdat in de kerken de beelden worden klaargemaakt voor de processies. Voor Sevilla is dit de belangrijkste week, en gedurende deze week leeft de stad op een ander ritme. Het hele sociale leven is geregeld naar de uren van de processies en belangrijkste religieuze ceremonies. De plaatselijke radio, pers en televisie doen een hele week live verslaggeving over de processie en de broederschappen. Gedurende de urenlange verslaggeving wordt er door specialisten commentaar gegeven over de kwaliteit van de liturgische kunst, de routes van de broederschappen en ook over het leven in de parochies. Daarnaast worden ook heel veel foto's en media verspreid op het internet, waardoor de faam van Sevilla jaar na jaar groeit. Dit is te danken aan de officiële classificatie in de lijst van Toerisme van internationaal belang.
Hotels hebben vaak aparte, duurdere prijzen vermits deze periode wordt beschouwd als hoogseizoen. Doordat het hele centrum wordt gebruikt voor de boeteprocessies is er geen openbaar vervoer  en ook alle winkels hebben andere openingsuren. De meeste musea en ook de stedelijke diensten zijn gesloten, tot de week na Pasen. Hierdoor lopen toeristen die niet zijn voorbereid, vaak verloren tussen de tienduizenden bedevaarders.
De drukte is enorm en naast de vele bedevaarders komt er jaarlijks ook zeer veel pers af op de processies, die zich tussen de bedevaarders wringen. Tot weken na Pasen kan je in Sevilla uitglijden op de sporen van was die de duizenden kaarsen nalaten in de straten.

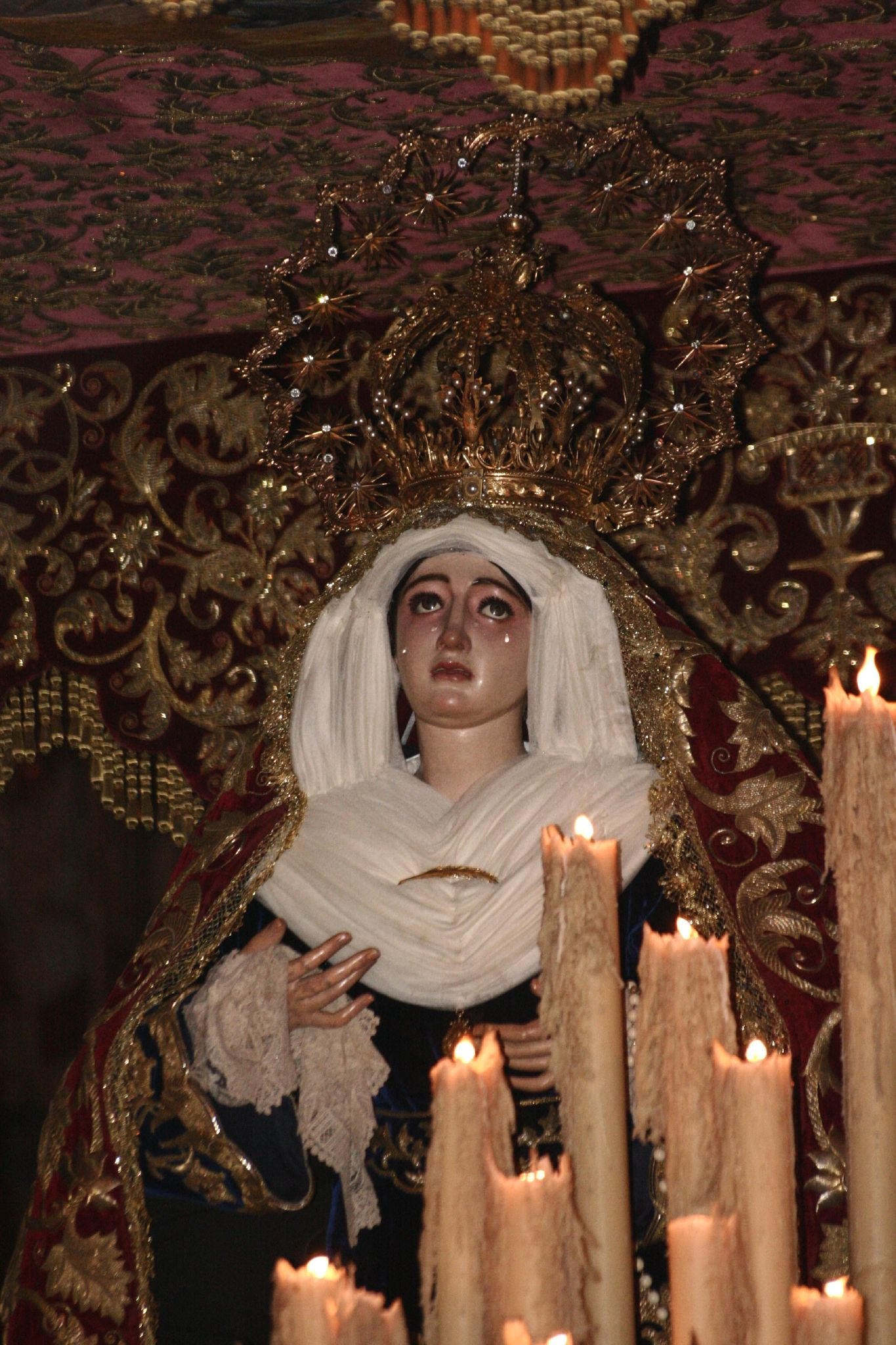
Madre de Dios de la Palma, Sevilla - koninklijke broederschap Christo de Burgos.
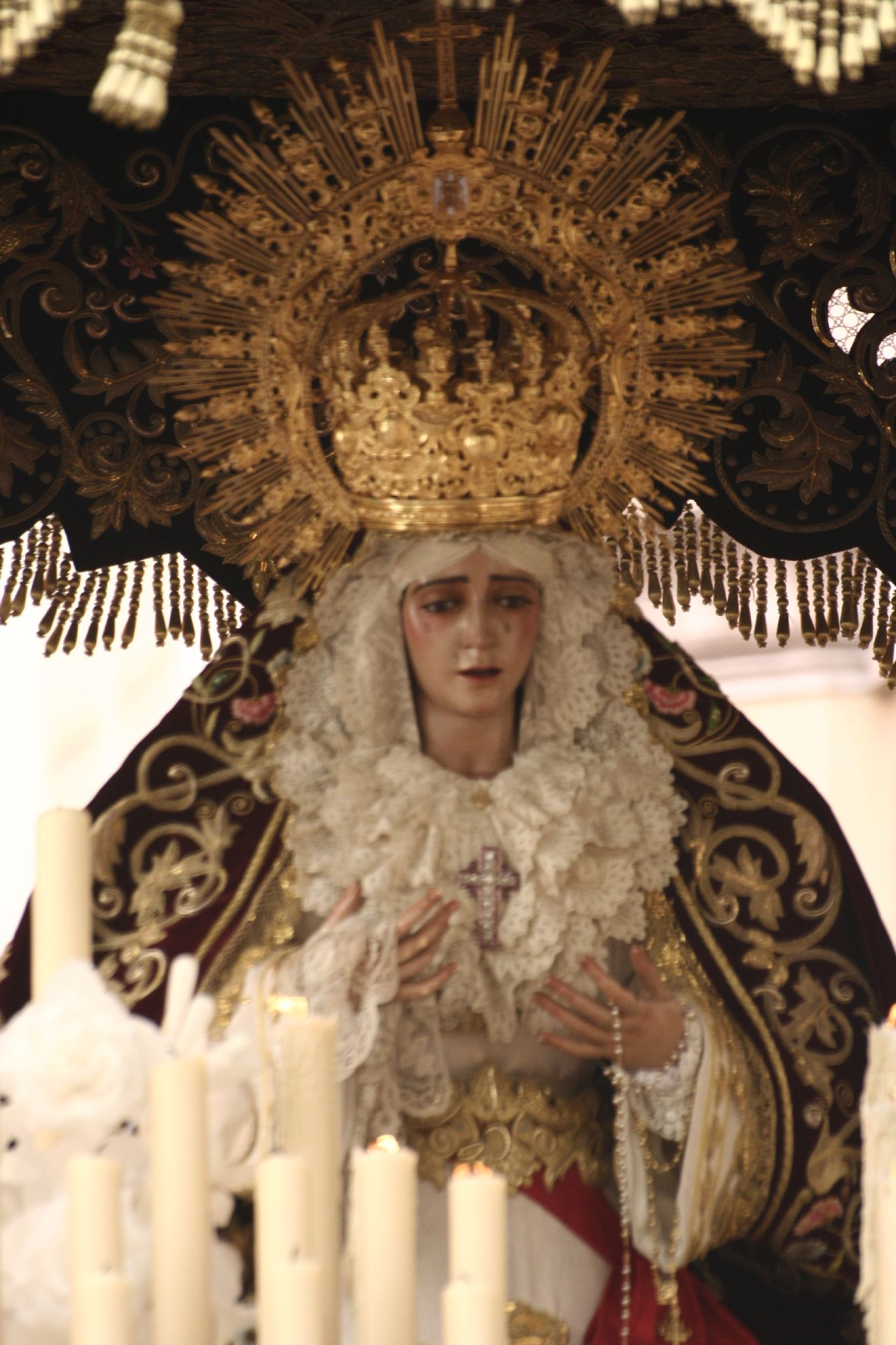
María Santísima del Refugio, Sevilla - koninklijke Broederschap van Sint-Bernardus.
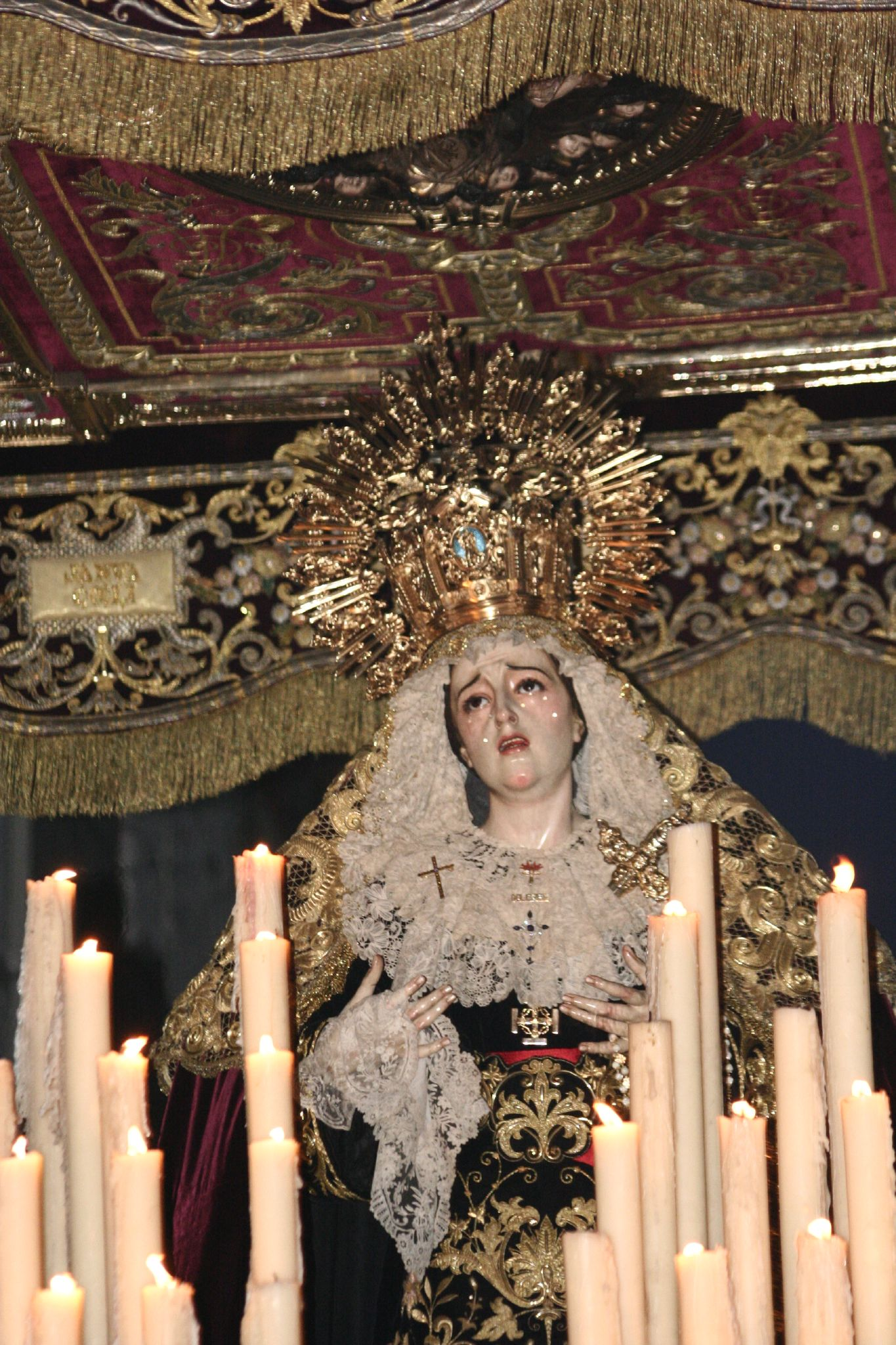
Nuestra Señora de los Dolores, Sevilla - Broederschap van het H. Kruis.
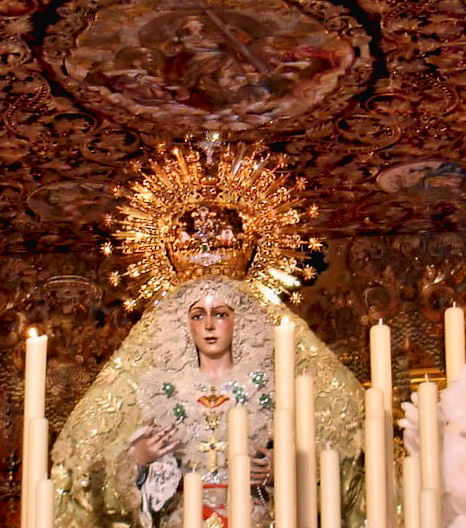
María Santísima de la Esperanza Macarena - koninklijke broederschap van de Maagd Macarena, Sevilla.